# Bimbo's Initiation
Bimbo's Initiation (La iniciación de Bimbo) es un corto de animación estadounidense de 1931, de la serie Talkartoons. Fue producido por los estudios Fleischer y distribuido por Paramount Pictures. En él aparecen Betty Boop y Bimbo.

## Argumento
Mientras Bimbo pasea despreocupadamente por la ciudad cae por una boca de alcantarilla abierta, que es inmediatamente cerrada por un ratón muy parecido a Mickey Mouse. Tras un largo descenso llega a una sala donde le esperan un grupo de barbudos encapuchados. Pertenecen a una sociedad secreta y uno de ellos, supuestamente el líder, le pregunta si quiere hacerse miembro. Ante la respuesta negativa de Bimbo, este deberá pasar por una serie de tormentos con la finalidad de hacerle cambiar de parecer.

## Realización
Bimbo's Initiation es la vigesimocuarta entrega de la serie Talkartoons (dibujos animados parlantes) y fue estrenada el 24 de julio de 1931.
La atmósfera onírica y surreal del corto ha hecho que sea uno de los más reconocidos de los estudios Fleischer. En el libro de Jerry Beck, Los 50 mejores cortos de animación (1994), ocupa el 37.º puesto.
La canción "Wanna Be a Member" es una parodia de la canción de 1919 "The Vamp".
Es el último corto de Betty Boop animado por el creador del personaje, Grim Natwick.